# كيمبرلي كوبر
كيمبرلي كوبر (بالإنجليزية: Kimberley Cooper)‏ هي ممثلة أسترالية، ولدت في 24 أبريل 1980 في سيدني في أستراليا.

## وصلات خارجية
- كيمبرلي كوبر على موقع IMDb (الإنجليزية)
- كيمبرلي كوبر على موقع قاعدة بيانات الفيلم (الإنجليزية)